# الصدرة (الحيمة الخارجية)

تعديل مصدري - تعديل

الصدرة هي إحدى قرى عزلة بني بجير بمديرية الحيمة الخارجية التابعة لمحافظة صنعاء، بلغ تعداد سكانها 64 نسمة حسب تعداد اليمن لعام 2004.